# Wolfgang Brune
Wolfgang Brune (* 1963 in München) ist ein deutscher Architekt und Hochschullehrer.

## Werdegang
Wolfgang Brune studierte bis 1994 Architektur an der TU Berlin und arbeitete anschließend bei Meier-Scupin & Petzet in München. 2000 gründete er ein Architekturbüro in München. Brune lehrte bei Dietrich Fink an der TU München (2000–2007), als Vertretungsprofessor (2015–2017) an der Hochschule Biberach, als Gastdozent an der TU München und seit 2017 als Professor an der Hochschule Biberach. Wolfgang Brune wurde 2006 in den BDA berufen.

## Bauten
- 2001–2004: Aufenthalts- und Schulungsgebäude, Neu-Lindach
- 2003–2005: Film- und Medienmuseum Sammlung Goetz[4]
- 2007: Pfarrheim der Erlöserkirche, Landshut mit Neumeister Paringer
- 2004–2008: Sanierung Sckellstraße 5, München
- 2006–2008: Gedenk- und Begegnungsstätte des Gefängnis Leistikowstraße, Potsdam[5][6]
- 2009–2011: Institut für Wasserwesen der Universität der Bundeswehr, Neubiberg mit Ingenieur Bernhard Behringer
- 2010–2011: Haus B, München-Harlaching mit Ingenieur Bernhard Behringer
- 2013: Kinderkrippe Klara-Ziegler-Bogen, München mit Ingenieur Bernhard Behringer
- 2020: Haus W, München

## Auszeichnungen und Preise
- 2007: Förderpreis für Architektur der Landeshauptstadt München[7]
- 2013: Anerkennung – Deutscher Holzbaupreis für Institut für Wasserwesen der Universität der Bundeswehr, Neubiberg[8]
- 2013: Vorstellung von Institut für Wasserwesen der Universität der Bundeswehr, Neubiberg in Best Architects 14[9]
- 2023: Special Mention – Erich-Mendelsohn-Preis für Haus W, München[10]

## Ausstellungen
- 2008: Architekturgalerie München[11]

## Ehemalige Mitarbeiter
- 2006–2008: Julian Wagner[12]
- 2007–2010: Sebastian Multerer[13]